# Институт управления народным хозяйством
Институт управления народным хозяйством (ИУНХ) — высшее учебное и научно-методическое заведение, созданное в 1970 году под эгидой Государственного комитета СССР по науке и технике с целью повышения квалификации руководящих работников и специалистов народного хозяйства в области организации производства, планирования и передовых методов управления.

## История
В 1970 году Постановлением Совета Министров СССР в Москве под руководством Государственного комитета СССР по науке и технике было создано высшее учебно-научное и методическое заведение под названием Институт управления народным хозяйством, которое занималось повышением квалификации руководящих работников и специалистов народного хозяйства по тематике связанной с организацией производства, а также современными методами управления и планирования.
Срок обучения в Институте управления народным хозяйством составлял три месяца. Основными слушателями Института управления народным хозяйством составляли лица имеющие высшее образование из числа руководящих работников общесоюзных и республиканских министерств и ведомств, государственных комитетов, крупных производственных объединений и предприятий, а так же руководящие работники и специалисты народного хозяйства из стран социалистического блока.
К 1975 году в учебной структуре Института управления народным хозяйством имелся научно-методический отдел, проблемная научно-исследовательская лаборатория экономико-математических методов и исследования операций, а также имелось четыре основные профильные кафедры:
- Кафедра экономико-математических методов планирования
- Кафедра социально-экономических наук
- Кафедра управления и прогнозирования
- Кафедра социологических и психологических аспектов управления

В системе Института управления народным хозяйством был создан Центральный учебно-вычислительный институт, который осуществлял координацию и методическое руководство деятельностью институтов повышения квалификации руководящих работников народного хозяйства в области научных методов управления.
В 1977 году Постановлением Совета Министров СССР на базе Института управления народным хозяйством было создано новое высшее учебно-научное заведение под названием — Академия народного хозяйства при Совете Министров СССР, которое занималось вопросами в области совершенствования подготовки и переподготовки руководящих работников и специалистов министерств и ведомств связанных с органами управления народным хозяйством СССР.